# 孙萩亭
孙萩亭（1985年9月22日—）是一名中国女子花样游泳运动员。她曾参加了2008年北京奥林匹克运动会，并在比赛中获得女子花样游泳比赛团体铜牌。